# Харко Петро Вікентийович
Петро Вікентійович Харко (Харько) (30 листопада 1871, Конотоп — ??? після 1917) — російський архітектор, дизайнер, реставратор, один з майстрів московського модерну.

## Біографія
У 1890 році П. Харко вступив до Московського училища живопису, ліплення і зодчества, яке закінчив у 1898 році зі званням некласного художника архітектури.
Архітектор працював переважно в стилі модерн. Співпрацював з художником-реставратором Ф. К. Макаровим. У 1904 році спроектував церкву з дзвіницею на цвинтарі села Гвоздіно поблизу Орєхова-Зуєва.
Потомствений почесний громадянин. Мешкав у власному будинку на розі Великого і Малого Козихінських провулків.
За припущенням мистецтвознавця Марії Нащокіної, зодчий пережив Жовтневий переворот, адже в родині його родичів у Підмосков'ї зберігаються спроектовані П. К. Харко спеціально для своєї квартири меблі.

## Споруди

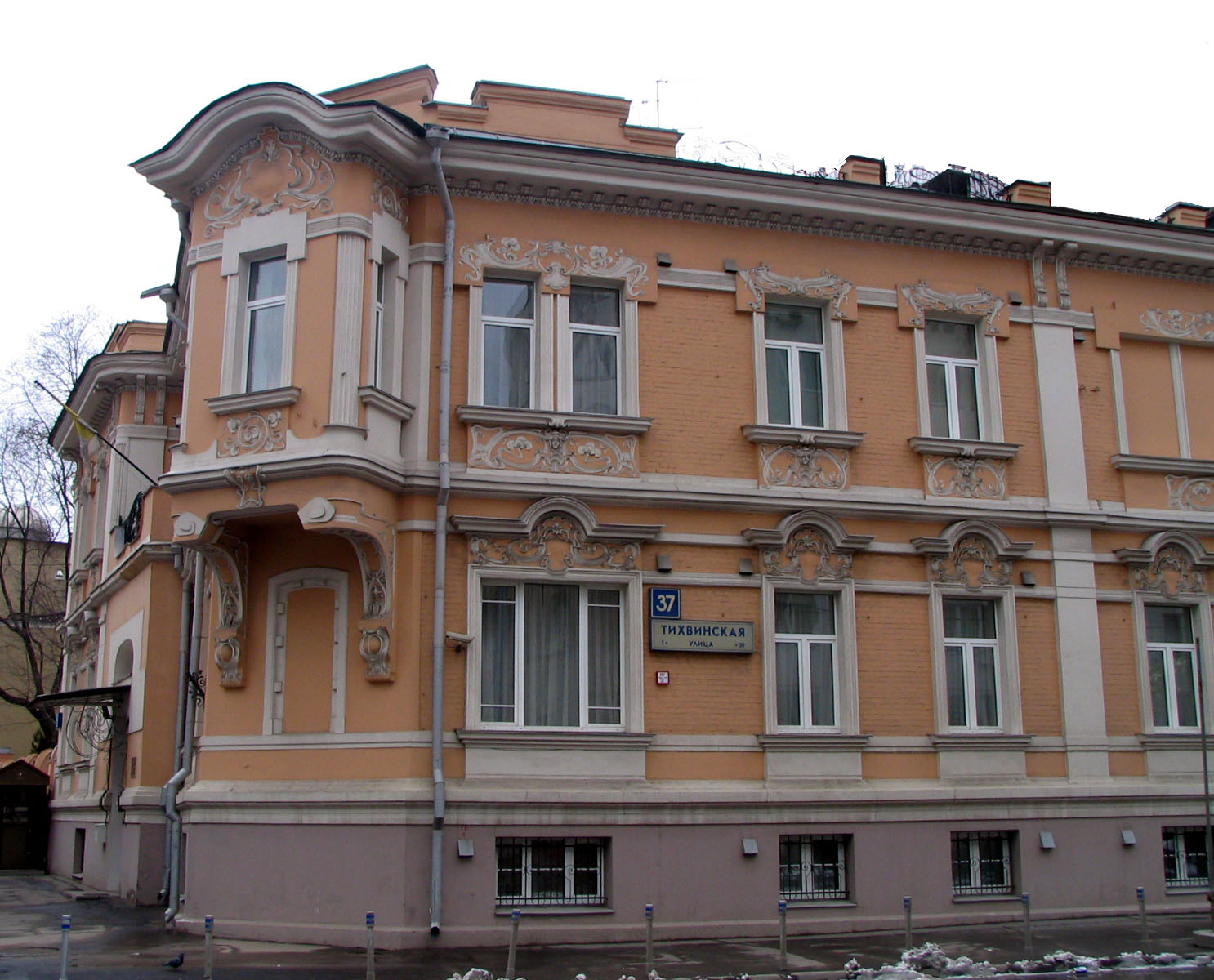
Москва, Вадковський провулок, 7/37, Посольство Святого Престолу

- Корпуси чайоразвесочної фабрики «Торгово-промислове товариство наступник Олексія Губкіна А. Кузнєцов і К», за участю С. М. Жарова (1901, Москва, Нижня Сиромятнічеська вулиця, 11 стр. 1)[3][Комм 1];
- Ремонт і реставрація окремих приміщень головного садибного будинку князів Юсупових (1901, Архангельське);
- Особняк І. А. Калініна (1902, Москва, Бакунінська вулиця, 4);
- Церква Покрови Пресвятої Богородиці Карінкінської старообрядницької громади (1902, Москва, Великий Факельний провулок, 18, стр. 1, у дворі)[4];
- Особняк А. М. Бабушкіна (1902, Москва, Садовницька вулиця, 61);
- Каплиця Микити Великомученика в Гвоздня (1904, 1 км на південь від д. Чьолохово Єгор'євського району Московської області), зламана в 1930-х роках; відновлена в 2003 році[5];
- Особняк А. В. Маркіна (1905, Москва, Вадковський провулок, 7/37 — Тихвинська вулиця, 37/7);
- Прибутковий будинок (1906, Москва, провулок Васнєцова, 14);
- Прибутковий будинок (1906, Москва, Старопіменовський провулок, 8);
- Прибутковий будинок (1906, Москва, Міщанська вулиця, 9/14);
- Каплиця при Московських Скотопромислової і м'ясної біржах (бойнях) (1906, Москва, Сибірський проїзд, 2), не збереглася[6];
- Прибутковий будинок В. Н. Суботіна (1907, Москва, Малий Козихінський провулок, 8);
- Павільйон Товариства акліматизації тварин і рослин (1908, Москва, Конюшківська вулиця, 31);
- Дзвіниця і ворота церкви Покрова Пресвятої Богородиці Каринкінської старообрядницької громади (1909, Москва, Великий Факельний провулок, 18);
- Ремонтні роботи в московському будинку князів Юсупових (1900-ті, Москва, Великий Харитонєвський провулок, 21);
- Перебудова і зміна фасаду будинку А. А. Оттен (1900-ті, Москва, Леонтіївський провулок, 20);
- Прибутковий будинок С. К. Богоявленського (1911, Москва, Фурмановий провулок, 10, права частина);
- Каплиця Серафима Саровського при подвір'ї Троїцького Серафимо-івеєвського монастиря (1911—1912, Москва, проспект Миру, 20, корп. 2), перебудована[7];
- Прибутковий будинок С. І. Пузенкова (1912, Москва, Малий Козихінський провулок, 10, у дворі);
- Прибутковий будинок (1913, Москва, Перший Неопалимовський провулок, 16);
- Прибутковий будинок (1917, Москва, Бакунінська вулиця, 6 стр. 1).